# International Working Test 2012
International Working Test 2012 (IWT 2012) byl XXI. ročník mezinárodní soutěže retrieverů ve working testech, který se konal 30. července a 1. srpna 2012 ve Švýcarsku ve poblíž města Bière. Rozhodlo o tom zasedání FCI komise pro retrievery 21. listopadu 2010 v německém městě Kleve. Pořadatelem soutěže byl Retriever Club Schweiz (RCS) člen Société Cynologique Suisse (SCS).
Soutěže se zúčastnilo 34 týmů (27 národních týmů a 7 národních free týmů) z 11 zemí. Vítězem se stal národní tým Maďarska (1) před národními týmy Německa (2) a Itálie (1).
Rozhodčími byli  Linda Partridge,  Werner Haag,  Bob Stobbart,  Robin Watson,  Derrick Capel.
Oficiální dummy soutěže byly vyrobeny slovenskou firmou Mystique v zelené barvě s černým nápisem IWT2012.ch.

## Přihlášené týmy
Každá členská země mohla vyslat maximálně 3 národní týmy kromě Nizozemska, který mohl jako čtvrtý tým nominovat obhájce vítězství z předešlého ročníku.
Před zahájením zrušil start národní tým 1 z Německa, free tým z Francie a free tým z Dánska.
| Obhajující tým (1) | - Nizozemsko (1) |
| Národní týmy (26)  | - Česko (1) - Dánsko (3) - Finsko (2) - Francie (3) - Itálie (2) - Maďarsko (1) - Německo (2) - Nizozemsko (3) - Rakousko (3) - Švédsko (3) - Švýcarsko (3) |
| Free týmy (7)      | - Dánsko (1) - Itálie (2) - Německo (3) - Švýcarsko (1) |

### České týmy
Soutěže se zúčastnil pouze jeden národní tým, který byl nominován Retriever klubem CZ (RKCZ).
| Název týmu | Nominován spolkem | Vůdce                | Vůdce        | Vůdce          | Vůdce             | Pes                | Pes     | Pes          | Pes            | Pes               |
| Název týmu | Nominován spolkem | Jméno                | Počet účastí | Poslední start | Nejlepší umístění | Jméno              | Plemeno | Počet účastí | Poslední start | Nejlepší umístění |
| ---------- | ----------------- | -------------------- | ------------ | -------------- | ----------------- | ------------------ | ------- | ------------ | -------------- | ----------------- |
| Česko      | RKCZ              | Petr Bubeník         | 1            | 16 (2011)      | 16 (2011)         | Blackthorn Gandalf | LR      | 0            | -              | -                 |
| Česko      | RKCZ              | Jaroslava Bubeníková | 1            | 16 (2011)      | 16 (2011)         | Blackthorn Dubhe   | LR      | 1            | 16 (2011)      | 16 (2011)         |
| Česko      | RKCZ              | Kateřina Bubeníková  | 0            | -              | -                 | Icke Regent Plus   | LR      | 1            | 16 (2011)      | 16 (2011)         |

## Místo konání
Soutěž proběhla ve vojenském výcvikovém prostoru dělostřelectva Švýcarské armády ve městě Bière na západě Švýcarska v kantonu Vaud.
| Bière |

## Konečné hodnocení
Výsledková listina
| Poz. | Země / název týmu       | St. č. | Vůdce                   | Pes                                          | Plemeno | LP  | WH  | BS  | RW  | DC  | DC  | WH  | BS  | RW  | LP  | Body | Celk. body |
| ---- | ----------------------- | ------ | ----------------------- | -------------------------------------------- | ------- | --- | --- | --- | --- | --- | --- | --- | --- | --- | --- | ---- | ---------- |
| 1    | Maďarsko (1)            | 18/1   | Csaba Karai             | Blackthorn Achenar                           | LR      | 20  | 19  | 18  | 18  | 19  | 19  | 19  | 20  | 20  | 18  | 190  | 543        |
| 1    | Maďarsko (1)            | 18/2   | Róbert Kószó            | Real Gold Storm                              | GR      | 18  | 20  | 18  | 18  | 10  | 18  | 15  | 20  | 18  | 17  | 172  | 543        |
| 1    | Maďarsko (1)            | 18/3   | Zsolt Török             | Blackthorn Grus                              | LR      | 19  | 20  | 18  | 19  | 18  | 19  | 18  | 20  | 14  | 16  | 181  | 543        |
| 2    | Německo (2)             | 27/1   | Günther Kohler          | Lockthorn Topper                             | LR      | 20  | 17  | 20  | 18  | 17  | 18  | 20  | 17  | 20  | 10  | 177  | 539        |
| 2    | Německo (2)             | 27/2   | Michael Zintl           | Lost and Found Bo                            | LR      | 17  | 16  | 18  | 20  | 19  | 19  | 17  | 20  | 18  | 20  | 184  | 539        |
| 2    | Německo (2)             | 27/3   | Doris Albrecht          | Dave von der Steinmauer                      | LR      | 20  | 18  | 20  | 15  | 18  | 20  | 16  | 17  | 17  | 17  | 178  | 539        |
| 3    | Itálie (1)              | 26/1   | Chiara Berzacola        | Fame of Dukefield                            | LR      | 16  | 16  | 17  | 16  | 16  | 17  | 19  | 19  | 18  | 17  | 171  | 539        |
| 3    | Itálie (1)              | 26/2   | Paolo Guardamagna       | Eldorado                                     | LR      | 20  | 20  | 20  | 20  | 20  | 19  | 18  | 19  | 18  | 16  | 190  | 539        |
| 3    | Itálie (1)              | 26/3   | Salvatore Zappavigna    | Thegrowingericemotion                        | LR      | 17  | 17  | 17  | 20  | 19  | 18  | 20  | 19  | 14  | 17  | 178  | 539        |
| 4    | Dánsko (1)              | 33/1   | Thomas Plamboeck        | Hillus Powell                                | LR      | 17  | 12  | 17  | 20  | 16  | 20  | 18  | 16  | 17  | 17  | 170  | 529        |
| 4    | Dánsko (1)              | 33/2   | Ove Simonsen            | Lærkereden's Ask                             | LR      | 19  | 20  | 18  | 20  | 14  | 19  | 19  | 14  | 20  | 17  | 180  | 529        |
| 4    | Dánsko (1)              | 33/3   | Keld Joergensen         | Lochiness Green Chive                        | LR      | 17  | 20  | 18  | 17  | 14  | 18  | 20  | 18  | 20  | 17  | 179  | 529        |
| 5    | Francie (1)             | 34/1   | Bruno Julien            | Mistybrook Tuscan                            | GR      | 17  | 18  | 18  | 19  | 17  | 17  | 19  | 19  | 15  | 17  | 176  | 528        |
| 5    | Francie (1)             | 34/2   | Anne Besnard            | Ravensbank Sir Lancelot                      | LR      | 18  | 16  | 17  | 19  | 17  | 18  | 19  | 15  | 19  | 20  | 178  | 528        |
| 5    | Francie (1)             | 34/3   | Anthony Giraud          | Deepfleet Vinny                              | GR      | 16  | 18  | 17  | 18  | 17  | 19  | 20  | 20  | 16  | 13  | 174  | 528        |
| 6    | Německo (free team 3)   | 20/1   | Petra Soons             | Bäveråsens Zeb                               | GR      | 20  | 20  | 19  | 17  | 20  | 16  | 19  | 18  | 18  | 19  | 186  | 526        |
| 6    | Německo (free team 3)   | 20/2   | Norma Zvolsky           | Duckflight Beesley                           | GR      | 17  | 20  | 8   | 18  | 17  | 14  | 18  | 18  | 20  | 20  | 170  | 526        |
| 6    | Německo (free team 3)   | 20/3   | Heike Beulig            | Bonniebrook's Barnton Jamie                  | GR      | 20  | 0   | 14  | 20  | 19  | 19  | 20  | 20  | 20  | 18  | 170  | 526        |
| 7    | Rakousko (3)            | 19/1   | Bernard Schöpf          | Flash of Hopeful Image                       | LR      | 20  | 18  | 19  | 13  | 17  | 17  | 18  | 17  | 19  | 18  | 176  | 523        |
| 7    | Rakousko (3)            | 19/2   | Helga Mair              | Eve of Hopeful Image                         | LR      | 15  | 19  | 17  | 17  | 16  | 14  | 16  | 18  | 20  | 13  | 165  | 523        |
| 7    | Rakousko (3)            | 19/3   | Karin Klotz             | Badi of Hopeful Image                        | LR      | 16  | 20  | 18  | 20  | 18  | 17  | 20  | 15  | 18  | 20  | 182  | 523        |
| 8    | Švédsko (1)             | 17/1   | Inga-Lena Djurberg      | Searover Kits Dike                           | LR      | 20  | 14  | 14  | 17  | 16  | 18  | 20  | 16  | 13  | 16  | 164  | 520        |
| 8    | Švédsko (1)             | 17/2   | Lena Bratsberg-Karlsson | Searover Kits Day                            | LR      | 17  | 18  | 14  | 20  | 15  | 18  | 18  | 17  | 17  | 20  | 174  | 520        |
| 8    | Švédsko (1)             | 17/3   | Hans Westblad           | Djurbergas Aria                              | LR      | 20  | 20  | 17  | 15  | 20  | 19  | 20  | 19  | 17  | 15  | 182  | 520        |
| 9    | Německo (free team 2)   | 29/1   | Karl-Heinz Danker       | Indian Creek's Huckleberry Finn              | GR      | 17  | 14  | 16  | 0   | 17  | 19  | 15  | 17  | 20  | 19  | 154  | 516        |
| 9    | Německo (free team 2)   | 29/2   | Thomas Leybold          | Indian Creek's Ace of Base                   | GR      | 15  | 19  | 20  | 20  | 12  | 18  | 19  | 17  | 20  | 17  | 177  | 516        |
| 9    | Německo (free team 2)   | 29/3   | Steffen Grebe           | Stonehunter Fox Tomic                        | GR      | 16  | 20  | 19  | 19  | 18  | 19  | 20  | 20  | 15  | 19  | 185  | 516        |
| 10   | Itálie (free team 2)    | 11/1   | Stefano Martinoli       | Waterfriend Toy                              | LR      | 17  | 8   | 18  | 17  | 18  | 19  | 13  | 20  | 20  | 13  | 169  | 512        |
| 10   | Itálie (free team 2)    | 11/2   | Riccardo Raccanelli     | Waterfriend Shaggy                           | LR      | 15  | 20  | 15  | 20  | 18  | 17  | 19  | 20  | 20  | 18  | 176  | 512        |
| 10   | Itálie (free team 2)    | 11/3   | Thelma Blumenthal       | Astraglen Ronaldo                            | LR      | 16  | 19  | 14  | 18  | 15  | 18  | 17  | 20  | 15  | 15  | 167  | 512        |
| 11   | Švédsko (3)             | 21/1   | Susanne Eng             | Firepoppy's Morninglight                     | LR      | 18  | 20  | 14  | 20  | 18  | 14  | 17  | 0   | 20  | 20  | 161  | 503        |
| 11   | Švédsko (3)             | 21/2   | Inga-Lena Liljeblad     | Firepoppy's Candlelight                      | LR      | 13  | 16  | 13  | 20  | 19  | 16  | 18  | 18  | 16  | 20  | 169  | 503        |
| 11   | Švédsko (3)             | 21/3   | Leif Liljeblad          | Firepoppy's Starlight                        | LR      | 19  | 18  | 18  | 12  | 20  | 14  | 19  | 18  | 18  | 17  | 173  | 503        |
| 12   | Německo (3)             | 8/1    | Danielle Weyerer        | Barkley of Sinders Stream Valley             | LR      | 20  | 20  | 20  | 15  | 18  | 17  | 15  | 18  | 20  | 20  | 183  | 502        |
| 12   | Německo (3)             | 8/2    | Tubia Liebold           | Romney's Tom-Tom                             | GR      | 16  | 0   | 17  | 14  | 19  | 20  | 16  | 18  | 14  | 17  | 151  | 502        |
| 12   | Německo (3)             | 8/3    | Jaroslawa Rützel        | Blizzard of Enchanted Garden                 | GR      | 14  | 17  | 17  | 20  | 20  | 15  | 11  | 18  | 20  | 16  | 168  | 502        |
| 13   | Dánsko (free team 1)    | 15/1   | Danny Fraser            | Coalbrook's Flash                            | LR      | 17  | 17  | 15  | 10  | 17  | 15  | 20  | 17  | 14  | 18  | 160  | 500        |
| 13   | Dánsko (free team 1)    | 15/2   | Lars Mejlby             | Purdey                                       | LR      | 17  | 13  | 10  | 16  | 14  | 16  | 19  | 17  | 20  | 18  | 160  | 500        |
| 13   | Dánsko (free team 1)    | 15/3   | Jan Lorenzen            | Stenhøjgårds Brit                            | LR      | 19  | 17  | 19  | 18  | 17  | 19  | 20  | 18  | 16  | 17  | 180  | 500        |
| 14   | Švýcarsko (2)           | 24/1   | Helene Bosshard         | Moorman's Ushers Ruby Ale                    | LR      | 20  | 12  | 15  | 17  | 20  | 18  | 19  | 15  | 20  | 19  | 175  | 500        |
| 14   | Švýcarsko (2)           | 24/2   | Ruth Brandenberg        | Beechdale's Amira                            | LR      | 20  | 18  | 20  | 20  | 20  | 15  | 20  | 15  | 18  | 20  | 186  | 500        |
| 14   | Švýcarsko (2)           | 24/3   | Lis Eggenberger         | Haredale Panya                               | LR      | 16  | 18  | 10  | 10  | 18  | 17  | 7   | 15  | 10  | 18  | 139  | 500        |
| 15   | Švýcarsko (1)           | 10/1   | Ueli Tschumi            | Airborne Goldwings Bailey                    | GR      | 20  | 20  | 17  | 17  | 18  | 16  | 13  | 17  | 20  | 15  | 173  | 496        |
| 15   | Švýcarsko (1)           | 10/2   | Claudia Gross           | Lockthorn Temba                              | LR      | 19  | 12  | 10  | 20  | 15  | 20  | 19  | 20  | 20  | 20  | 175  | 496        |
| 15   | Švýcarsko (1)           | 10/3   | Stephan Brechter        | Cool Marker's Dalila                         | GR      | 19  | 20  | 14  | 0   | 16  | 13  | 18  | 12  | 20  | 16  | 148  | 496        |
| 16   | Francie (3)             | 25/1   | Julien Robert           | Kik Declic Drift                             | LR      | 17  | 17  | 17  | 16  | 16  | 16  | 11  | 16  | 15  | 14  | 155  | 495        |
| 16   | Francie (3)             | 25/2   | Estelle Villier         | Kik Celtic                                   | LR      | 20  | 9   | 18  | 18  | 17  | 18  | 20  | 14  | 16  | 17  | 167  | 495        |
| 16   | Francie (3)             | 25/3   | Damien Hamon            | Kik Declic Delhi                             | LR      | 16  | 16  | 17  | 17  | 20  | 17  | 19  | 18  | 16  | 17  | 173  | 495        |
| 17   | Nizozemsko (obhájce)    | 30/1   | Rinus Heijmans          | Fellow of the Charmed Angel                  | LR      | 16  | 17  | 15  | 17  | 13  | 18  | 12  | 17  | 20  | 0   | 145  | 495        |
| 17   | Nizozemsko (obhájce)    | 30/2   | Rob Schmidt             | Go Back Beauly                               | LR      | 15  | 20  | 18  | 20  | 14  | 19  | 20  | 15  | 16  | 17  | 174  | 495        |
| 17   | Nizozemsko (obhájce)    | 30/3   | Roy Ehbel               | Go Back Fyne                                 | LR      | 17  | 20  | 16  | 17  | 17  | 18  | 19  | 17  | 17  | 18  | 176  | 495        |
| 18   | Rakousko (1)            | 31/1   | Robert Kaserer          | Moorhunter's Lionhart                        | LR      | 19  | 19  | 16  | 15  | 15  | 13  | 18  | 15  | 20  | 17  | 167  | 492        |
| 18   | Rakousko (1)            | 32/2   | Waldemar Allmeier       | Scholly's Elvis                              | LR      | 18  | 19  | 17  | 20  | 18  | 11  | 16  | 13  | 20  | 18  | 170  | 492        |
| 18   | Rakousko (1)            | 32/3   | Gabi Etzlstorfer        | Fee von der Eisenwurzen                      | LR      | 17  | 20  | 18  | 14  | 19  | 15  | 13  | 19  | 0   | 20  | 155  | 492        |
| 19   | Francie (2)             | 12/1   | Philippe Peiffer        | Chausson Cazan                               | GR      | 17  | 17  | 17  | 20  | 19  | 19  | 19  | 16  | 20  | 17  | 181  | 486        |
| 19   | Francie (2)             | 12/2   | Odile Guerin            | Dik Dik du Rau d'Esch                        | GR      | 20  | 20  | 15  | 20  | 10  | 15  | 19  | 14  | 14  | 0   | 147  | 486        |
| 19   | Francie (2)             | 12/3   | Didier Dhennin          | Kik Clic                                     | LR      | 17  | 18  | 17  | 17  | 14  | 14  | 8   | 16  | 20  | 17  | 158  | 486        |
| 20   | Švýcarsko (free team 1) | 35/1   | Adrian Schoch           | Deeplake Flirt                               | LR      | 20  | 17  | 19  | 16  | 18  | 17  | 17  | 17  | 20  | 10  | 171  | 485        |
| 20   | Švýcarsko (free team 1) | 35/2   | Karin Schoch            | Starcreek Dougy                              | LR      | 17  | 18  | 19  | 15  | 11  | 19  | 18  | 17  | 18  | 12  | 164  | 485        |
| 20   | Švýcarsko (free team 1) | 35/3   | Doris Caspar            | Camwood Into the Light                       | FCR     | 15  | 20  | 19  | 0   | 16  | 18  | 17  | 20  | 7   | 18  | 150  | 485        |
| 21   | Dánsko (3)              | 22/1   | Helle Golstrup          | Seahill High Wind Tophi                      | LR      | 17  | 18  | 20  | 5   | 18  | 16  | 14  | 20  | 20  | 20  | 168  | 482        |
| 21   | Dánsko (3)              | 22/2   | Jan Lauersen            | Stenhøjgårds Bonnie                          | LR      | 10  | 17  | 14  | 18  | 17  | 8   | 15  | 20  | 15  | 19  | 153  | 482        |
| 21   | Dánsko (3)              | 22/3   | Thorleif Rigenstrup     | Trompeterbakkens Grace                       | LR      | 14  | 20  | 10  | 15  | 18  | 19  | 20  | 12  | 13  | 20  | 161  | 482        |
| 22   | Itálie (free team 1)    | 36/1   | Mirko Galli             | Waterfriend Trunk Road                       | LR      | 17  | 20  | 16  | 19  | 15  | 18  | 16  | 10  | 14  | 17  | 162  | 479        |
| 22   | Itálie (free team 1)    | 36/2   | Maurizio Abbruzzetti    | Trial Blu delle Acque Lucenti                | LR      | 13  | 20  | 17  | 18  | 17  | 18  | 16  | 17  | 17  | 16  | 169  | 479        |
| 22   | Itálie (free team 1)    | 36/3   | Diego del Soldato       | Avjava's Double-Dream                        | GR      | 11  | 18  | 10  | 18  | 8   | 14  | 15  | 20  | 14  | 20  | 148  | 479        |
| 23   | Nizozemsko (1)          | 23/1   | Gilles van Campen       | Duneysteinn Igraine                          | LR      | 19  | 13  | 19  | 16  | 16  | 17  | 9   | 15  | 20  | 12  | 156  | 469        |
| 23   | Nizozemsko (1)          | 23/2   | M.C.M. van de Wiel      | Cooper van de Vaortkaant                     | LR      | 18  | 20  | 10  | 20  | 13  | 6   | 18  | 14  | 20  | 17  | 156  | 469        |
| 23   | Nizozemsko (1)          | 23/3   | H.P.E. Allon-Rüesch     | Timber of Upperclaws                         | LR      | 16  | 18  | 14  | 15  | 17  | 12  | 20  | 16  | 12  | 17  | 157  | 469        |
| 24   | Dánsko (2)              | 3/1    | Boye Rasmussen          | Thirsgaards Tjegge                           | LR      | 14  | 12  | 15  | 17  | 18  | 6   | 15  | 20  | 20  | 15  | 152  | 468        |
| 24   | Dánsko (2)              | 3/2    | Steen Ludvigsen         | Thirsgaards Macallan                         | LR      | 18  | 14  | 20  | 20  | 16  | 14  | 14  | 15  | 20  | 17  | 168  | 468        |
| 24   | Dánsko (2)              | 3/3    | Carsten Andersen        | Miska T. Lobo                                | LR      | 13  | 16  | 15  | 17  | 19  | 0   | 20  | 17  | 14  | 17  | 148  | 468        |
| 25   | Švédsko (2)             | 32/1   | Bengt Djurberg          | Levenghyl Firestone                          | LR      | 20  | 18  | 15  | 17  | 15  | 0   | 17  | 20  | 20  | 0   | 142  | 468        |
| 25   | Švédsko (2)             | 32/2   | Leif Hernefalk          | H-Falks Skalle Per                           | LR      | 17  | 12  | 15  | 16  | 15  | 16  | 14  | 20  | 16  | 14  | 155  | 468        |
| 25   | Švédsko (2)             | 32/3   | Ola Sterner             | Willowyck Sara                               | LR      | 20  | 19  | 19  | 16  | 11  | 17  | 19  | 20  | 15  | 15  | 171  | 468        |
| 26   | Německo (free team 1)   | 14/1   | Detlef Granitza         | Ebony of Dukefield                           | LR      | 17  | 20  | 18  | 10  | 16  | 18  | 19  | 18  | 12  | 6   | 154  | 466        |
| 26   | Německo (free team 1)   | 14/2   | Carola Leichsenring     | Dreamlike Easy Energie Jokers Marie          | GR      | 15  | 19  | 11  | 15  | 20  | 16  | 13  | 0   | 18  | 17  | 144  | 466        |
| 26   | Německo (free team 1)   | 14/3   | Michael Walther         | Light and Shadow's Fedia                     | LR      | 18  | 18  | 19  | 15  | 20  | 13  | 15  | 16  | 18  | 16  | 168  | 466        |
| 27   | Finsko (1)              | 2/1    | Pasi Pöppönen           | Namusillan Tuulihaukka                       | LR      | 12  | 17  | 19  | 16  | 19  | 20  | 19  | 18  | 0   | 20  | 160  | 462        |
| 27   | Finsko (1)              | 2/2    | Teijo Kostian           | Namusillan Maakotka                          | LR      | 16  | 20  | 18  | 17  | 18  | 19  | 18  | 20  | 15  | 19  | 180  | 462        |
| 27   | Finsko (1)              | 2/3    | Pekka Laurikkala        | Namusillan Helnähukka                        | LR      | 13  | 14  | 15  | 14  | 16  | 0   | 0   | 20  | 13  | 17  | 122  | 462        |
| 28   | Finsko (2)              | 9/1    | Janne Lähteenaro        | Starcreek Isaac                              | LR      | 17  | 15  | 18  | 16  | 15  | 16  | 14  | 20  | 16  | 16  | 163  | 462        |
| 28   | Finsko (2)              | 9/2    | Pasi Tikka              | Eagle Owl's Ilex                             | LR      | 10  | 12  | 18  | 19  | 13  | 19  | 12  | 16  | 17  | 17  | 153  | 462        |
| 28   | Finsko (2)              | 9/3    | Pauliina Ahola          | Flash of Dukefield                           | LR      | 16  | 17  | 16  | 19  | 11  | 6   | 16  | 16  | 16  | 13  | 146  | 462        |
| 29   | Švýcarsko (3)           | 16/1   | André Bühler            | Haredale Little Dart                         | LR      | 18  | 12  | 17  | 16  | 18  | 16  | 12  | 18  | 19  | 15  | 161  | 454        |
| 29   | Švýcarsko (3)           | 16/2   | Christine Roth          | Semper Lara                                  | GR      | 18  | 12  | 13  | 20  | 18  | 18  | 18  | 20  | 16  | 17  | 170  | 454        |
| 29   | Švýcarsko (3)           | 16/3   | Marion Schwaller        | Devon von der Atterseewelle                  | LR      | 0   | 19  | 18  | 0   | 17  | 19  | 18  | 17  | 0   | 15  | 123  | 454        |
| 30   | Česko (1)               | 13/1   | Petr Bubeník            | Blackthorn Gandalf                           | LR      | 17  | 19  | 15  | 16  | 18  | 18  | 9   | 14  | 20  | 14  | 160  | 452        |
| 30   | Česko (1)               | 13/2   | Jaroslava Bubeníková    | Blackthorn Dubhe                             | LR      | 8   | 18  | 17  | 0   | 11  | 16  | 16  | 17  | 17  | 20  | 140  | 452        |
| 30   | Česko (1)               | 13/3   | Kateřina Bubeníková     | Icke Regent Plus                             | LR      | 14  | 19  | 10  | 20  | 16  | 14  | 14  | 16  | 14  | 15  | 152  | 452        |
| 31   | Nizozemsko (3)          | 6/1    | Hans Dijkgraaf          | Falconet van de Zarina Zarola                | GR      | 6   | 19  | 10  | 14  | 19  | 17  | 10  | 20  | 16  | 20  | 151  | 448        |
| 31   | Nizozemsko (3)          | 6/2    | Jan Roos                | Flavioclyd D'elbroosja                       | GR      | 0   | 20  | 14  | 17  | 15  | 17  | 12  | 0   | 16  | 17  | 128  | 448        |
| 31   | Nizozemsko (3)          | 6/3    | Wim van Loenen          | One of Us van de Loenense Hoeve              | GR      | 8   | 17  | 14  | 20  | 20  | 14  | 20  | 20  | 18  | 18  | 169  | 448        |
| 32   | Itálie (2)              | 28/1   | Angelo Zoccali          | Falkland of Dukefield                        | LR      | 20  | 15  | 14  | 17  | 13  | 14  | 17  | 16  | 20  | 13  | 159  | 444        |
| 32   | Itálie (2)              | 28/2   | Nerina Aureli           | Offlead                                      | LR      | 15  | 0   | 15  | 15  | 19  | 20  | 18  | 16  | 18  | 8   | 144  | 444        |
| 32   | Itálie (2)              | 28/3   | Olivia Erfurth          | Elfi de la Ruaz                              | FCR     | 16  | 13  | 14  | 20  | 11  | 15  | 14  | 16  | 5   | 17  | 141  | 444        |
| 33   | Rakousko (2)            | 4/1    | Wolfgang Diglas         | Jury vom Goldberg                            | GR      | 16  | 19  | 10  | 0   | 20  | 0   | 14  | 15  | 16  | 15  | 125  | 429        |
| 33   | Rakousko (2)            | 4/2    | Ulrich Lentsch          | Dr. Lucky von der Atterseewelle              | LR      | 17  | 17  | 15  | 20  | 18  | 19  | 11  | 12  | 12  | 17  | 158  | 429        |
| 33   | Rakousko (2)            | 4/3    | Wolfram Klaushofer      | Deep Glen Cider                              | LR      | 12  | 15  | 15  | 20  | 13  | 18  | 14  | 19  | 0   | 20  | 146  | 429        |
| 34   | Nizozemsko (2)          | 7/1    | Loek de Jong            | Ivan Nero my Melodie of Golden Spirit Golden | GR      | 6   | 20  | 10  | 17  | 18  | 0   | 0   | 0   | 0   | 0   | 71   | 123        |
| 34   | Nizozemsko (2)          | 7/2    | André de Jong           | Way-Out's Cassidy                            | GR      | 6   | 0   | 12  | 20  | 14  | 0   | 0   | 0   | 0   | 0   | 52   | 123        |
| 34   | Nizozemsko (2)          | 7/3    | Henny M. Schoor         | Bluegoose Montana Jazztime                   | LR      | el. | el. | el. | el. | el. | el. | el. | el. | el. | el. | 0    | 123        |

### Průběžné výsledky
| Země / název týmu       | St. č. | I. den | I. den | II. den | II. den | Celk. body | Celk. poz. | Posun† |
| Země / název týmu       | St. č. | Body   | Poz.   | Body    | Poz.    | Celk. body | Celk. poz. | Posun† |
| ----------------------- | ------ | ------ | ------ | ------- | ------- | ---------- | ---------- | ------ |
| Maďarsko (1)            | 18     | 272    | 2      | 271     | 3       | 543        | 1          | 1      |
| Německo (2)             | 27     | 273    | 1      | 266     | 6       | 539        | 2          | -1     |
| Itálie (1)              | 26     | 271    | 3      | 268     | 5       | 539        | 3          | 0      |
| Dánsko (1)              | 33     | 259    | 7      | 270     | 4       | 529        | 4          | 3      |
| Francie (1)             | 34     | 262    | 6      | 266     | 6       | 528        | 5          | 1      |
| Německo (free team 3)   | 20     | 249    | 15     | 277     | 1       | 526        | 6          | 9      |
| Rakousko (3)            | 19     | 263    | 5      | 260     | 11      | 523        | 7          | -2     |
| Švédsko (1)             | 17     | 257    | 10     | 263     | 10      | 520        | 8          | 2      |
| Německo (free team 2)   | 29     | 242    | 22     | 274     | 2       | 516        | 9          | 13     |
| Itálie (free team 2)    | 11     | 248    | 16     | 264     | 8       | 512        | 10         | 6      |
| Švédsko (3)             | 21     | 258    | 8      | 245     | 16      | 503        | 11         | -3     |
| Německo (3)             | 8      | 247    | 17     | 255     | 13      | 502        | 12         | 5      |
| Dánsko (free team1)     | 15     | 236    | 26     | 264     | 8       | 500        | 13         | 13     |
| Švýcarsko (2)           | 24     | 254    | 11     | 246     | 15      | 500        | 14         | -3     |
| Švýcarsko (1)           | 10     | 237    | 24     | 259     | 12      | 496        | 15         | 9      |
| Francie (3)             | 25     | 251    | 13     | 244     | 18      | 495        | 16         | -3     |
| Nizozemsko (obhájce)    | 30     | 252    | 12     | 243     | 19      | 495        | 17         | -5     |
| Rakousko (1)            | 31     | 264    | 4      | 228     | 25      | 492        | 18         | -14    |
| Francie (2)             | 12     | 258    | 8      | 228     | 25      | 486        | 19         | -11    |
| Švýcarsko (free team 1) | 35     | 240    | 23     | 245     | 16      | 485        | 20         | 3      |
| Dánsko (3)              | 22     | 231    | 28     | 251     | 14      | 482        | 21         | 7      |
| Itálie (free team 1)    | 36     | 237    | 24     | 242     | 20      | 479        | 22         | 2      |
| Nizozemsko (1)          | 23     | 244    | 19     | 225     | 28      | 469        | 23         | -4     |
| Dánsko (2)              | 3      | 244    | 19     | 224     | 29      | 468        | 24         | -5     |
| Švédsko (2)             | 32     | 245    | 18     | 223     | 30      | 468        | 25         | -7     |
| Německo (free team 1)   | 14     | 251    | 13     | 215     | 32      | 466        | 26         | -13    |
| Finsko (1)              | 2      | 244    | 19     | 218     | 31      | 462        | 27         | -8     |
| Finsko (2)              | 9      | 232    | 27     | 230     | 24      | 462        | 28         | -1     |
| Švýcarsko (3)           | 16     | 216    | 32     | 238     | 21      | 454        | 29         | 3      |
| Česko (1)               | 13     | 218    | 30     | 234     | 23      | 452        | 30         | 0      |
| Nizozemsko (3)          | 6      | 213    | 33     | 235     | 22      | 448        | 31         | 2      |
| Itálie (2)              | 28     | 217    | 31     | 227     | 27      | 444        | 32         | -1     |
| Rakousko (2)            | 4      | 227    | 29     | 202     | 33      | 429        | 33         | -4     |
| Nizozemsko (2)          | 7      | 123    | 34     | 0       | 34      | 123        | 34         | 0      |

† Rozdíl pozic mezi prvním dnem a konečným pořadím.